# Coeficients de Clebsch-Gordan
En física, els coeficients de Clebsch-Gordan o coeficients CG són nombres que sorgeixen en l'acoblament de moment angular en mecànica quàntica. Apareixen com els coeficients d'expansió dels estats propis del moment angular total en una base de producte tensor desacoblat. En termes més matemàtics, els coeficients CG s'utilitzen en la teoria de la representació, particularment dels grups compactes de Lie, per dur a terme la descomposició explícita de la suma directa del producte tensor de dues representacions irreductibles (és a dir, una representació reductible en representacions irreductibles, en els casos en què els nombres i els tipus de components irreductibles ja es coneixen de manera abstracta). El nom deriva dels matemàtics alemanys Alfred Clebsch i Paul Gordan, que es van trobar amb un problema equivalent en la teoria d'invariants.
Des d'una perspectiva de càlcul vectorial, els coeficients CG associats al grup SO(3) es poden definir simplement en termes d'integrals de productes d'harmònics esfèrics i els seus complexos conjugats. L'addició d'espins en termes de mecànica quàntica es pot llegir directament des d'aquest enfocament, ja que els harmònics esfèrics són funcions pròpies del moment angular total i la seva projecció sobre un eix, i les integrals corresponen al producte interior de l'espai de Hilbert. A partir de la definició formal del moment angular, es poden trobar relacions de recursivitat per als coeficients de Clebsch-Gordan. També existeixen fórmules explícites complicades per al seu càlcul directe.
Les fórmules següents utilitzen la notació bra-ket de Dirac i s'adopta la convenció de fase Condon–Shortley per a harmònics esfèrics.

## Revisió dels operadors de moment angular
Els operadors de moment angular són operadors autoadjunts jx, jy i jz que compleixen les relacions de commutació
{\displaystyle {\begin{aligned}&[\mathrm {j} _{k},\mathrm {j} _{l}]\equiv \mathrm {j} _{k}\mathrm {j} _{l}-\mathrm {j} _{l}\mathrm {j} _{k}=i\hbar \varepsilon _{klm}\mathrm {j} _{m}&k,l,m&\in \{\mathrm {x,y,z} \},\end{aligned}}}
on εklm és el símbol de Levi-Civita. Junts, els tres operadors defineixen un operador vectorial, un operador tensor cartesià de primer rang,
{\displaystyle \mathbf {j} =(\mathrm {j_{x}} ,\mathrm {j_{y}} ,\mathrm {j_{z}} ).}
També es coneix com a vector esfèric, ja que també és un operador de tensor esfèric. Només per al primer rang els operadors de tensor esfèric coincideixen amb els operadors de tensor cartesians.
En desenvolupar aquest concepte encara més, es pot definir un altre operador j2 com el producte intern de j amb si mateix:
{\displaystyle \mathbf {j} ^{2}=\mathrm {j_{x}^{2}} +\mathrm {j_{y}^{2}} +\mathrm {j_{z}^{2}} .}
Aquest és un exemple d'operador Casimir. És diagonal i el seu valor propi caracteritza la particular representació irreductible de l'àlgebra del moment angular. {\displaystyle {\mathfrak {so}}(3,\mathbb {R} )\cong {\mathfrak {su}}(2)}. Això s'interpreta físicament com el quadrat del moment angular total dels estats sobre els quals actua la representació.
També es poden definir operadors de pujada (j+) i de baixada (j−), els anomenats operadors d'escala,
{\displaystyle \mathrm {j_{\pm }} =\mathrm {j_{x}} \pm i\mathrm {j_{y}} .}

## Bases esfèriques dels estats propis del moment angular
A partir de les definicions anteriors es pot demostrar que j2 commuta amb jx, jy i jz:
{\displaystyle {\begin{aligned}&[\mathbf {j} ^{2},\mathrm {j} _{k}]=0&k&\in \{\mathrm {x} ,\mathrm {y} ,\mathrm {z} \}.\end{aligned}}}
Quan dos operadors hermitians es desplacen, existeix un conjunt comú d'estats propis. Convencionalment, s'escullen j2 i jz. A partir de les relacions de commutació, es poden trobar els possibles valors propis. Aquests estats propis es denoten |j m> on j és el nombre quàntic del moment angular i m és la projecció del moment angular sobre l'eix z.
Comprèn la base esfèrica, són completes i satisfan les següents equacions de valors propis:
{\displaystyle {\begin{aligned}\mathbf {j} ^{2}|j\,m\rangle &=\hbar ^{2}j(j+1)|j\,m\rangle ,&j&\in \{0,{\tfrac {1}{2}},1,{\tfrac {3}{2}},\ldots \}\\\mathrm {j_{z}} |j\,m\rangle &=\hbar m|j\,m\rangle ,&m&\in \{-j,-j+1,\ldots ,j\}.\end{aligned}}}
Els operadors de pujada i baixada es poden utilitzar per alterar el valor de m,
{\displaystyle \mathrm {j} _{\pm }|j\,m\rangle =\hbar C_{\pm }(j,m)|j\,(m\pm 1)\rangle ,}
on el coeficient d'escala ve donat per:
| {\displaystyle C_{\pm }(j,m)={\sqrt {j(j+1)-m(m\pm 1)}}={\sqrt {(j\mp m)(j\pm m+1)}}.} | \| \| \| \| \| \| \| \| | (1) |
|                                                                                        |                         |     |
|                                                                                        |                         |     |

## Espai de producte tensor
Considerem ara sistemes amb dos moments angulars físicament diferents j1 i j2. Alguns exemples inclouen l'espín i el moment angular orbital d'un sol electró, o els espins de dos electrons, o el moment angular orbital de dos electrons. Matemàticament, això significa que els operadors de moment angular actuen sobre un espai {\displaystyle V_{1}} de dimensió {\displaystyle 2j_{1}+1} i també en un espai {\displaystyle V_{2}} de dimensió {\displaystyle 2j_{2}+1}. Aleshores definirem una família d'operadors de "moment angular total" que actuen sobre l'espai del producte tensor {\displaystyle V_{1}\otimes V_{2}}, que té dimensió {\displaystyle (2j_{1}+1)(2j_{2}+1)}. L'acció de l'operador de moment angular total sobre aquest espai constitueix una representació de l'àlgebra de Lie SU(2), però reductible. La reducció d'aquesta representació reductible en peces irreductibles és l'objectiu de la teoria de Clebsch-Gordan.
Sigui V1 l'espai vectorial dimensional (2 j1 + 1) abastat pels estats
{\displaystyle {\begin{aligned}&|j_{1}\,m_{1}\rangle ,&m_{1}&\in \{-j_{1},-j_{1}+1,\ldots ,j_{1}\}\end{aligned}},}
i V2 l'espai vectorial dimensional (2 j2 + 1) abastat pels estats
{\displaystyle {\begin{aligned}&|j_{2}\,m_{2}\rangle ,&m_{2}&\in \{-j_{2},-j_{2}+1,\ldots ,j_{2}\}\end{aligned}}.}
El producte tensorial d'aquests espais, V3 ≡ V1 ⊗ V2, té una base desacoblada (2 j1 + 1) (2 j2 + 1)-dimensional
{\displaystyle |j_{1}\,m_{1}\,j_{2}\,m_{2}\rangle \equiv |j_{1}\,m_{1}\rangle \otimes |j_{2}\,m_{2}\rangle ,\quad m_{1}\in \{-j_{1},-j_{1}+1,\ldots ,j_{1}\},\quad m_{2}\in \{-j_{2},-j_{2}+1,\ldots ,j_{2}\}.}
Els operadors de moment angular es defineixen per actuar sobre els estats de V3 de la manera següent:
{\displaystyle (\mathbf {j} \otimes 1)|j_{1}\,m_{1}\,j_{2}\,m_{2}\rangle \equiv \mathbf {j} |j_{1}\,m_{1}\rangle \otimes |j_{2}\,m_{2}\rangle }
i
{\displaystyle (1\otimes \mathrm {\mathbf {j} } )|j_{1}\,m_{1}\,j_{2}\,m_{2}\rangle \equiv |j_{1}\,m_{1}\rangle \otimes \mathbf {j} |j_{2}\,m_{2}\rangle ,}
on 1 denota l'operador d'identitat.

Els operadors de moment angular totals es defineixen pel producte tensor de les dues representacions que actuen sobre V1⊗V2 ,
| {\displaystyle \mathbf {J} \equiv \mathbf {j} _{1}\otimes 1+1\otimes \mathbf {j} _{2}~.} |